# Electronic Power Conditioner
Ein Electronic Power Conditioner (EPC) wird dazu verwendet eine Wanderfeldröhre mit den benötigten Betriebsspannungen zu versorgen und bildet mit dieser zusammen einen Wanderfeldröhrenverstärker. Wird in die EPC auch noch der dazugehörige Vorverstärker integriert, so nennt man das einen Microwave Power Module (MPM).

## Funktion
Die allgemeine Funktion einer EPC lässt sich wie folgt darstellen:
Die Stromversorgung (EPC) hat die Aufgabe eine Wanderfeldröhre (TWT) und einen Vorverstärker unter allen Betriebsbedingungen sicher zu betreiben und beide Geräte im Störfall zu schützen. Damit hat die EPC verschiedene Funktionen zu übernehmen, wobei zwischen Primär- und Sekundärfunktionen unterschieden werden muss.
Primärfunktionen:
- Hocheffiziente Erzeugung der für den Betrieb der Wanderfeldröhre benötigten Hochspannungen aus der variablen, potentialfreien und wesentlich niedrigeren Eingangsspannung.

Sekundärfunktionen:
- Erzeugung von Telemetriesignalen und Anpassung an das Satellitensystem
- Steuerung der internen Abläufe, die für das Einschaltung einer Wanderfeldröhre erforderlichen sind
- Einstellen der für die entsprechende Leistung notwendigen Röhrenparameter
- Schutzschaltungen zum Schutz der Wanderfeldröhre vor unsachgemäßem Betrieb oder Hochspannungsüberschlägen
- Anpassung der Telekommandoschnittstelle an das Satellitensystem
- Erzeugung von Hilfsspannungen für den Kanalverstärker mit Linearisierer.

## Blockschaltbild

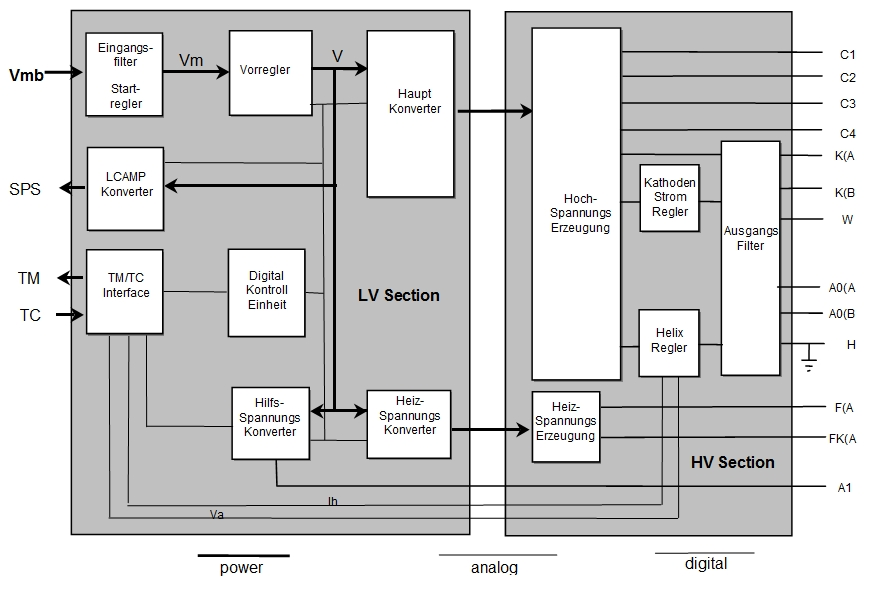
EPC-Blockschaltbild

Das Blockdiagramm der bisher eingesetzten analogen und teilweise digitalen Lösung ist im nachfolgenden Blockschaltbild dargestellt.

## Funktionsweise
Die potenzialfreie Eingangsspannung (VMB) wird zu einem Vorregler geführt, der die Eingangsspannung in eine konstante Ausgangsspannung (VB) umwandelt. Dieser Vorregler ist eine der Schlüsselkomponenten der EPC, der diverse Hauptparameter der EPC und der Wanderfeldröhre beeinflusst. Die Hauptmerkmale des Reglers sind ein hoher Wirkungsgrad, eine hohe Störfestigkeit gegenüber leitungsgeführten Störgrößen, hohe Reglerstabilität und Unempfindlichkeit gegen gepulste Lasten. All diese Eigenschaften werden am besten durch einen Buckregler, einen Switch Mode Power Supply (SMPS), erfüllt.
Zur Unterdrückung der Eingangsspannungswelligkeit und Schaltreglerstörungen der EPC wird zwischen dem Leistungsschalter des Vorregler und dem EPC Leistungseingang ein Eingangsfilter eingefügt.
Ein Anlaufserienregler erzeugt die Spannung für die interne Elektronik. Er schaltet sich automatisch ab, sobald der Hilfsspannungskonverter arbeitet.
Die konstante Ausgangsspannung (VB) wird dem Heizkonverter direkt zugeführt und erzeugt eine Rechteckspannung für die Wanderfeldröhren-Heizung. Eine weitere Spannungsregelung ist nicht erforderlich, aber der Heizkonverter benötigt einen Anlaufschaltung zur Vermeidung von Einschaltstromspitzen bei kaltem Röhrenheizer.
Die Versorgungsspannungen für den Kanalverstärker werden durch einen Hilfsspannungskonverter mit internem Überlastschutz erzeugt.
Der Hauptkonverter wird auch von dieser konstanten Spannung (VB) versorgt und erzeugt durch seine Gegentaktstufe eine Rechteckausgangsspannung. Die Hauptmerkmale des Gegentaktkonverters sind seine hohe Leistungsfähigkeit, optimiertes und verlustarmes Umschwingverhalten des HV-Trafos, Vermeidung des überlappenden Schaltens der Schalttransistoren durch eine definierte Lückzeit und ein sanftes Umschwingen der Hochspannungsdioden.
Ein wichtiger Teil des Leistungspfades ist die Hochspannungserzeugung.
Die Art der Hochspannungserzeugung und deren Weiterführung zur Wanderfeldröhre beeinflussen das Wanderfeldröhren-Verhalten nachhaltig. Mit dem Ausgangsfilter-Design kann die Röhre gleichzeitig mit allen Hochspannungen eingeschaltet werden, ohne dass im Helixstrom der Wanderfeldröhre Stromspitzen auftreten. Durch ein serielles Hochspannungskonzept, d. h., Erzeugung aller Hochspannungen mit nur einem  Hochspannungstransformator und in Serie geschalteten Verdopplerstufen für Kollektor-, Helix- und Anodenspannungen können die hohen Anforderungen an die EPC am effizientesten erreicht werden. Die Stabilität der Kollektorspannungen wird nur durch die der Vorreglerausgangsspannung (VB) festgelegt. Zusätzlich werden die Helix- und die Anodenspannung durch Serienregler stabilisiert, um ein konstantes Hochfrequenz-Verhalten der Wanderfeldröhre sicherzustellen. Der Helixregler liegt auf Gehäusepotential und der Kathodenstromregler auf Anodenpotential.
Alle internen Prozesse der EPC werden durch die digitale Kontrolleinheit gesteuert. Dieser Funktionsblock ist üblicherweise in einer anwendungsspezifischen integrierten Schaltung (ASIC) integriert und hat folgende Aufgaben:
- Erzeugung der Taktfrequenz
- Erzeugung der Steuersignale für den Heizungs-, Haupt- und Hilfsspannungskonverter
- Kontrolle der Einschaltsequenz der Hochspannungen
- Aufbereitung der Telekommando-Signale
- Erzeugung des Telemetrie-Status-Signals
- Schutz der EPC gegen Fehlfunktionen einschließlich einer automatischen Restart-Einheit (ARU).

## Einsatzgebiete

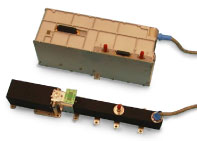
Einsatz einer EPC in einem MPM

Das „Herzstück“ für Kommunikationssatelliten sind Leistungsverstärker. Sie dienen dazu die dort anfallenden Daten entweder zur Erde oder zu anderen Kommunikationssatelliten zu übertragen.
Heute produziert u. a. die Firma TESAT-Spacecom solche EPCs und integriert sie mit Wanderfeldröhren der Firma Thales Air Systems and Electron Devices zu Wanderfeldröhrenverstärkern.